# Gereint en Enid
Gereint en Enid is een van de drie Welshe romances die deel uitmaken van de verzameling verhalen onder de titel Mabinogion. Het verhaal behoort tot de Arthur-legende en is gebaseerd op het oorspronkelijke werk Érec et Énide van de Franse dichter Chrétien de Troyes dat dateert uit ca. 1170.
Het verhaal is bewaard gebleven in het Witte Boek van Rhydderch, dat dateert uit de eerste helft van de 14e eeuw en in het uit de tweede helft van de 14e eeuw stammende Rode Boek van Hergest.

## Samenvatting
Gereint, ook wel Geraint genoemd, is de zoon van Erbin, de koning van Cornwall. Hij weet zich door zijn dappere daden te onderscheiden aan het hof van koning Arthur. Tijdens een jachtpartij waarbij hij Arthurs vrouw Guinevere vergezelt, ontmoeten zij een dwerg die een voorname ridder en diens vrouw begeleidt. Na herhaalde verzoeken aan de dwerg om de naam van de ridder bekend te maken, waarbij zowel een hofdame als Gereint gewond raken, besluit hij een queeste te ondernemen om erachter te komen wie deze ridder is. Tijdens dit avontuur ontmoet hij de mooie Enid. Hij weet de onbekende ridder in een toernooi te verslaan, maar spaart diens leven en stuurt hem naar het hof van Arthur. Gereint weet de liefde van Enid te winnen en hij neemt haar mee naar het hof, waar het paar met vreugde wordt ontvangen. De roem van Gereint is inmiddels alom verspreid.
Na verloop van tijd wordt Gereint door zijn vader teruggeroepen, omdat deze oud en zwak is geworden en zijn gebied daardoor wordt belaagd door omringende machthebbers. Gereint en Enid reizen daarom af naar Erbin. Hij weet de orde in het rijk te herstellen en daarmee opnieuw veel eer in te leggen. Maar uiteindelijk, verzadigd van zijn daden, trekt hij zich terug, verzaakt zijn taken en bemoeit zich alleen nog met zijn vrouw, wat onder de onderdanen enig ongenoegen veroorzaakt. Ook Enid ziet zijn lethargie met lede ogen aan, en op een nacht, starend naar zijn sterke lichaam, barst zij hierom in tranen uit. Gereint interpreteert deze tranen echter verkeerd en denkt dat er een andere man in het spel is met wie zij liever zou verkeren.
Gereint besluit tot daden te komen en opnieuw op pad te gaan. Hij slaat zijn vaders raadgevingen in de wind en vertrekt met Enid als enige metgezel. In zijn ongenoegen verbiedt hij haar hem ongevraagd aan te spreken en gelast haar voor hem uit te rijden. Aan deze laatste eis voldoet zij, maar tijdens hun tocht ontmoeten zij diverse kwaadaardige ridders die uit zijn op Gereints bezittingen en op zijn vrouw en ondanks haar spreekverbod waarschuwt zij Gereint steeds tijdig voor het gevaar. Hij weet al zijn opponenten te verslaan en reist zodoende met een steeds groter aantal paarden en buitgemaakte wapenrustingen.
Hij raakt in gevecht met een figuur genaamd de Kleine Koning, als hij diens gebied betreedt, en in deze zware strijd raakt hij ernstig gewond. Gereint weet echter te overwinnen en de Kleine Koning tot de belofte te brengen hem te hulp te schieten als hij in nood verkeert.
Als hij op adem komt in een bos, blijkt het gezelschap van Arthur in de nabijheid te verkeren. Hij ontmoet Sir Kay die hem vraagt mee te gaan naar Arthur. Als hij dit weigert valt Kay, die Gereint niet herkent, hem aan, maar ook hem weet Gereint te verslaan. Kay vertelt over zijn wedervaren aan
Gwalchmai (Gawain). Deze begeeft zich naar Gereint en vraagt hem zich bekend te maken en met hem mee te gaan naar Arthur. Gereint weigert opnieuw, waarna Gawain hem en Enid herkent en hen bij Arthur brengt. Gereint wordt verpleegd en krijgt tijd om te genezen van zijn verwondingen. Daarna vertrekt hij echter opnieuw om verder te reizen. Hij weet vervolgens in een gevecht drie reuzen te verslaan, maar zijn oude en nieuwe wonden zijn zo ernstig dat hij als dood van zijn paard valt. Enid is hier zo door ontzet dat zij in huilen uitbarst en weigert nog te eten of te drinken. Als zij opnieuw hevig weeklaagt, komt Gereint bij en als hij ziet in welke nood zijn geliefde verkeert, komt hij bij zinnen.
Na nog enige avonturen reist Gereint met Enid terug naar zijn eigen gebieden, hij herwint het vertrouwen van zijn volgelingen en weet met zijn hernieuwde faam rust en voorspoed te brengen.

## Bewerkingen
Halverwege de 19e eeuw werd het verhaal met andere verhalen uit de Mabigonion in het Engels vertaald door de zakenvrouw en vertaalster Lady Charlotte Guest.
De dichter Alfred Tennyson gebruikte het materiaal in zijn werk Idylls of the King.